# Dean James
Dean Ruben James (Leiden, 30 april 2000) is een Nederlands-Indonesisch voetballer die als verdediger voor Go Ahead Eagles speelt. In 2025 debuteerde James in het Indonesisch voetbalelftal.

## Clubcarrière
Dean James speelde in de jeugd van RKSV DoCoS, AFC Ajax en FC Volendam. Bij Volendam debuteerde hij op 26 mei 2018 voor Jong FC Volendam in de Derde divisie Zaterdag tegen SVV Scheveningen. In het seizoen 2018/19 werd hij met Jong Volendam kampioen van de Derde Divisie Zondag en promoveerde hij naar de Tweede divisie. In mei 2020 tekende hij zijn eerste profcontract, welke hem tot medio 2022 aan de club verbond. Op 23 oktober 2020 debuteerde hij in het eerste elftal van Volendam, in de met 7-1 gewonnen thuiswedstrijd tegen FC Dordrecht. Hij kwam in de 75e minuut in het veld voor Nick Doodeman en scoorde in de 88e minuut de 7-1. James werd sinds zijn debuut in het restant van het seizoen elke wedstrijd opgenomen in de wedstrijdselectie en startte elfmaal in de basisopstelling. Een jaar later, in 2022 promoveerde hij met FC Volendam naar de Eredivisie. Nadien werd de optie in zijn aflopende contract gelicht en kwam hij tot medio 2023 vast te liggen.
James maakte op 28 augustus 2023 zijn debuut in de Eredvisie voor FC Volendam. Op die dag werd er met 1-0 gewonnen van FC Twente en mocht James na de rust Achraf Douiri vervangen. Hij kwam echter nauwelijks meer voor in de plannen van trainer Wim Jonk. De trainer gaf op de linksbackpositie de voorkeur aan eerste keus Derry John Murkin, die terugkeerde na lang blessureleed. Medio 2023 werd James zijn aflopende contract niet verlengt en mocht hij op zoek naar een andere club.
Op 18 juli 2023 tekende James een contract tot medio 2026 bij Go Ahead Eagles, waar hij de voorgaande twee weken op proef was. Bij Go Ahead Eagles ging James op de linksbackpositie de concurrentie aan met Bas Kuipers. Na diens vertrek naar FC Twente kwam James steeds meer aan spelen toe. In 2025 reikte James met Go Ahead Eagles tot de finale van de KNVB Beker, met AZ als tegenstander. Go Ahead Eagles moest het in de finale van de TOTO KNVB-Beker echter stellen zonder James. De linksback liep in een duel met FC Utrecht een blessure op. Daardoor was hij een aantal weken uit de roulatie.

### Statistieken

#### Beloften
| 2017/18                    | Jong FC Volendam | Nederland       | Derde divisie Zat. | 1  | 0 | 1  | 0 |
| 2018/19                    | Jong FC Volendam | Nederland       | Derde divisie Zon. | 13 | 0 | 13 | 0 |
| 2019/20                    | Jong FC Volendam | Nederland       | Tweede divisie     | 20 | 0 | 20 | 2 |
| 2020/21                    | Jong FC Volendam | Nederland       | Tweede divisie     | 1  | 0 | 1  | 0 |
| 2022/23                    | Jong FC Volendam | Nederland       | Tweede divisie     | 3  | 0 | 3  | 0 |
| Totaal beloften            | Totaal beloften  | Totaal beloften | Totaal beloften    | 38 | 0 | 38 | 0 |
| Bijgewerkt t/m 1 juli 2023 |                  |                 |                    |    |   |    |   |

#### Senioren
| Seizoen                        | Club            | Land            | Competitie      | Competitie | Competitie | Beker | Beker | Overig | Overig | Totaal | Totaal |
| Seizoen                        | Club            | Land            | Competitie      | Wed.       | Dlp.       | Wed.  | Dlp.  | Wed.   | Dlp.   | Wed.   | Dlp.   |
| ------------------------------ | --------------- | --------------- | --------------- | ---------- | ---------- | ----- | ----- | ------ | ------ | ------ | ------ |
| 2020/21                        | FC Volendam     | Nederland       | Eerste divisie  | 19         | 2          | 0     | 0     | –      | –      | 19     | 2      |
| 2021/22                        | FC Volendam     | Nederland       | Eerste divisie  | 26         | 0          | 1     | 0     | –      | –      | 27     | 0      |
| 2022/23                        | FC Volendam     | Nederland       | Eredivisie      | 7          | 0          | 2     | 0     | –      | –      | 9      | 0      |
| 2023/24                        | Go Ahead Eagles | Nederland       | Eredivisie      | 5          | 0          | 0     | 0     | 2      | 0      | 7      | 0      |
| 2024/25                        | Go Ahead Eagles | Nederland       | Eredivisie      | 13         | 1          | 2     | 0     | 2      | 0      | 17     | 1      |
| Totaal senioren                | Totaal senioren | Totaal senioren | Totaal senioren | 70         | 3          | 5     | 0     | 4      | 0      | 79     | 3      |
| Bijgewerkt t/m 16 januari 2025 |                 |                 |                 |            |            |       |       |        |        |        |        |

## Interlandcarrière
In februari 2025 kondigde James voor de camera van VoetbalPrimeur aan er "voor open te staan" om uit te komen voor het Indonesisch voetbalelftal. Een maand later werd de verdediger officieel staatsburger van het land.
Dean James beleefde zijn officiële debuut voor Indonesië op 20 maart 2025 tijdens een WK-kwalificatiewedstrijd tegen Australië. De verdediger begon in de basis, maar kon niet voorkomen dat zijn team met 5-1 onderuitging. In het daaropvolgende duel tegen Bahrein (1-0 winst) kwam James niet in actie.

## Erelijst

### Go Ahead Eagles
KNVB Beker:
- Winnaar (1): 2024/25